# 머니를 부탁해
머니를 부탁해는 ubc Green FM에서 진행하는 평일 오전 11시에 방송 된 울산 전지역에 라디오 프로그램이다.

## 진행자
- 김수희

## 연출
- 예재삼

| ubc Green FM         |                     |                    |
| 이전                 | 머니를 부탁해       | 다음               |
| 유쾌한 데이트        | 머니를 부탁해       | 12시엔 주현영      |
| 오전 9시 ~ 오전 11시 | 오전 11시 ~ 낮 12시 | 낮 12시 ~ 오후 2시 |
|                      |                     |                    |